# Эртль, Герхард
Герхард Эртль (нем. Gerhard Ertl; род. 10 октября 1936, Штутгарт) — немецкий учёный-химик, руководитель Института Фрица Габера Общества Макса Планка (1986—2004), почётный профессор, лауреат премии Вольфа по химии (1998), лауреат Нобелевской премии по химии 2007 года.

## Биография
Герхард Эртль родился в Штутгарте. С 1955 по 1957 годы он учился в техническом университете Штутгарта, затем в Парижском университете (1957—1958) и Мюнхенском университете имени Людвига Максимилиана (1958—1959).
После присуждения звания доктора философии, он стал ассистентом и лектором в Мюнхенском техническом университете (1965—1968). С 1968 по 1973 годы Герхард Эртль был профессором и директором в Ганноверском техническом университете. Был также профессором в институте физической химии Университета имени Людвига Максимилиана в Мюнхене (1973—1986).
В течение 1970-х и 1980-х годов учёный читал лекции в Калифорнийском технологическом институте, в университете Висконсин-Милуоки и Калифорнийском университете в Беркли. В 1986 году он стал профессором в Свободном университете Берлина и в Берлинском техническом университете.
В 1986 году Герхард Эртль занял должность директора Института Фрица Габера Общества Макса Планка, который возглавлял до 2004 года. В 1996 году он стал профессором в Берлинском университете имени Гумбольдта.

## Научные исследования
Герхард Эртль детально исследовал молекулярный механизм каталитического синтеза аммиака на железе (процесс Габера — Боша) и каталитического окисления монооксида углерода на палладии. Он открыл важное явление колебательных реакций на платиновых поверхностях и, используя фотоэлектронный микроскоп, впервые сфотографировал колебательные изменения в структуре поверхности и покрытии, которые происходят в ходе реакции.

## Награды и звания
Эртль разделил с Габором Саморжаем из Калифорнийского университета в Беркли премию Вольфа по химии в 1998 год за «особый вклад в области науки о поверхностях в целом и за объяснение фундаментальных механизмов гетерогенных каталитических реакций на отдельной кристаллической поверхности в частности».
Герхард Эртль получил Нобелевскую премию по химии в 2007 году за исследования химических процессов на твёрдых поверхностях.
Член Германской академии естествоиспытателей «Леопольдина» (1986), Папской академии наук (2010), член-корреспондент Австрийской академии наук (2001), иностранный член Национальной академии наук США (2002), Российской академии наук (2011).

## Интересные факты
В честь Герхарда Эртля в 2011/2012 учебном году была проведена Международная олимпиада по основам наук (по химии).